# Vite (aeronautica)

Traiettoria di un velivolo in vite.

La vite è una condizione di volo stabile in cui è presente una condizione di stallo asimmetrico delle semiali, assetto picchiato con elevato angolo d'attacco, bassa velocità indicata e contemporanea rotazione attorno all'asse verticale (imbardata) e longitudinale (rollio).

## Storia
Agli albori dell'aviazione la vite era un fenomeno poco noto e spesso fatale. Le procedure di uscita da questa condizione di volo erano sconosciute e l'istinto del pilota di tirare a sé la barra serviva solo a peggiorare la situazione. A causa di ciò, la vite si guadagnò la fama di pericolo imprevedibile che poteva mettere a repentaglio la vita del pilota in qualsiasi momento, senza possibilità di scampo.
Il 25 agosto 1912 Wilfred Parke, durante un volo ai comandi di un biplano Avro Type G, entrò accidentalmente in una vite con rotazione a sinistra. Dopo aver tirato a sé la barra e dato timone a sinistra senza risultato, provò a dare timone verso destra, nel senso contrario alla rotazione della vite. L'aereo uscì immediatamente dalla vite e, a soli 50 piedi dal suolo, Parke riuscì a riprendere il controllo del velivolo e a guadagnare quota.
Il primo caso di vite intenzionale e successiva rimessa di cui si ha notizia si deve a Harry Hawker che, nel 1914, con il suo biplano Sopwith entrò intenzionalmente in vite e, dopo un paio di giri, rimise l'aereo in assetto centralizzando i comandi.
Nel 1916 incominciava l'approccio scientifico al fenomeno. Il pilota collaudatore della RAF Frank Goodden, sulla base delle esperienze del collega Frank Courtney, svolse un dettagliato programma di prove in volo con il biplano Farnborough FE.8s, fornendo anche una procedura ottimale per la rimessa dalla vite del velivolo. Nel 1917, sulla base delle esperienze empiriche di Goodden, Frederick Lindemann stese la prima analisi teorica del fenomeno nel suo rapporto The Experimental and Mathematical Investigation of Spinning.
A partire dal 1919 il NACA, nei suoi laboratori di Langley, sviluppò un esteso programma di indagine del fenomeno con l'aiuto di una galleria del vento appositamente progettata e costruita.

## Descrizione
In una vite possono essere riconoscibili quattro fasi principali: entrata, vite incipiente, vite sviluppata e uscita.

### Entrata in vite
L'entrata in vite può essere accidentale o intenzionale. In entrambi i casi, comunque, uno stallo asimmetrico (in cui una semiala fornisce una portanza minore dell'altra) associato a un movimento di imbardata innescano il fenomeno. Per l'ingresso volontario nella vite, il pilota partendo da uno stallo ad ali livellate con il timone di profondità a cabrare, muove a fondo corsa il timone di direzione dalla parte in cui intende ruotare in vite. 

### Vite incipiente

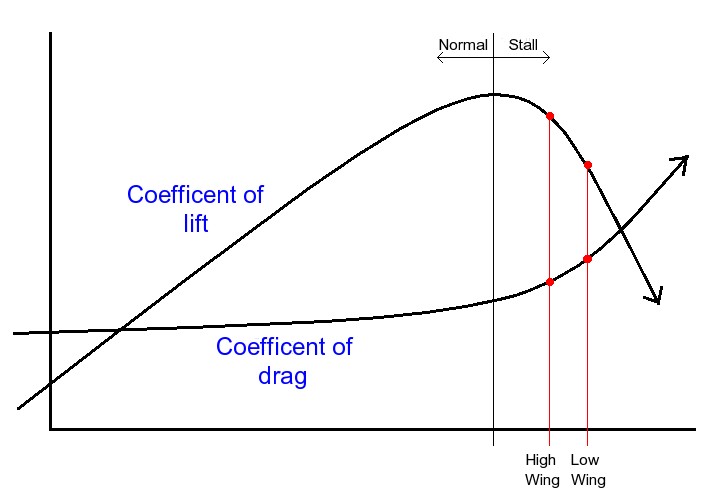
Andamento del coefficiente di portanza (lift) e resistenza (drag) all'aumentare dell'angolo d'attacco (asse orizzontale).

La rotazione di imbardata contribuisce ad aumentare l'asimmetria dello stallo, dal momento che la semiala che avanza sviluppa una portanza superiore alla semiala che retrocede. Questo si traduce in un movimento di rollio che fa ruotare l'aeroplano intorno al suo asse longitudinale, e un ulteriore momento di imbardata dovuto alla maggiore resistenza della semiala che retrocede che si alimentano l'un l'altro. La fase di vite incipiente, in cui i parametri di volo non sono ancora stabilizzati, dura per velivoli di piccole dimensioni dai 4 ai 6 secondi (un paio di rivoluzioni intorno all'asse verticale del velivolo).

### Vite sviluppata
Il moto del velivolo si stabilizza quando si raggiunge l'equilibrio tra le forze aerodinamiche e inerziali. A questo punto il rateo di rotazione angolare, la velocità indicata e la velocità verticale restano pressoché costanti durante la traiettoria quasi verticale del velivolo.

### Uscita
L'uscita dalla vite si ha quando l'angolo di attacco della semiala maggiormente stallata diminuisce a valori tali da consentire un aumento della portanza (e relativa diminuzione di resistenza). Questa condizione diminuisce i momenti di rollio e imbardata che sono il "motore" della vite e permette il recupero di un assetto di volo rettilineo. Le procedure di recupero variano leggermente da velivolo a velivolo, ma in sostanza tutte prevedono la riduzione della potenza del motore al minimo, l'applicazione del timone in senso contrario alla rotazione della vite e un leggero movimento a picchiare della barra. Una volta che la rotazione è cessata il velivolo si troverà in volo rettilineo, ma con un assetto fortemente picchiato da cui, con una richiamata che non ecceda i limiti strutturali del mezzo, si torna in volo rettilineo orizzontale.

## Tecnologie costruttive
Per questioni di sicurezza del volo i moderni aeromobili ad ala fissa devono rispondere a determinati requisiti riguardo al comportamento del mezzo durante stalli o viti. Le ali sono progettate con un angolo d'attacco maggiore alla radice e minore alle estremità. In questo modo le radici dell'ala stalleranno prima ottenendo il duplice effetto di uno stallo più dolce e un maggior controllo degli alettoni (normalmente disposti alle estremità delle ali) in condizioni di stallo incipiente.
Alcuni velivoli STOL hanno anche degli slat fissi sul bordo di attacco dell'ala (slot) che consentono un miglior comportamento aerodinamico ad alti angoli d'attacco e contribuiscono a ridurre la tendenza all'ingresso in vite dell'aeromobile.
La "Part 23" delle FAR, la normativa statunitense che regola la costruzione di velivoli civili fino a 12 500 libbre di peso massimo al decollo, impone che ogni aeromobile monomotore sia in grado di uscire da una vite di un giro (se non certificato per l'esecuzione di viti intenzionali) o da una vite di sei giri (se certificato per l'esecuzione di viti intenzionali). Le attività di test per la certificazione della vite sono potenzialmente pericolose, e i prototipi utilizzati per le prove sono normalmente equipaggiati con sistemi a zavorra mobile che permettono il rapido spostamento del centro di massa in avanti o con paracadute montati in coda e azionabili in caso di necessità.
Alcuni alianti (come ad esempio lo Schleicher ASK 21) sono particolarmente restii a entrare in vite. Per l'utilizzo acrobatico o di addestramento è necessario ricorrere all'aggiunta di zavorra in coda (fornita dal costruttore del velivolo con un apposito kit) per variarne il baricentro e rendere l'aerodina più instabile.